# Sitio de Gibraltar (1704-1705)
El asedio franco-español de Gibraltar de 1704-1705 fue llevado a cabo poco tiempo después de la toma de Gibraltar por un contingente anglo-holandés en nombre del archiduque Carlos durante la guerra de sucesión española.

## El primer sitio a Gibraltar
Tras la toma de la ciudad el rey Felipe V ordenó al marqués de Villadarias, capitán general de Andalucía, la empresa de poner sitio a la ciudad y recobrarla. De este modo, aunque las fuentes documentales no son claras en cuanto a las fechas, el 4 de octubre de 1704 se presentan en el campo de Gibraltar las tropas españolas compuestas por unos nueve mil efectivos, principalmente los correspondientes a los ejércitos de Andalucía y Extremadura y tres mil soldados franceses. Al mando de los soldados galos se encontraría el general Cavane que también debía mandar a doce navíos y veinte piezas de artillería.
En la parte británica el príncipe de Hesse-Darmstadt que por aquel entonces se había hecho cargo del gobierno de Gibraltar mandó artillar la zona cercana al istmo así como crear diversos tipos de obstáculos para impedir el asalto a la ciudad. Por orden del comandante de ingenieros Bernardo Eligazaray se construyó una batería de veinte piezas en la falda norte del peñón y se fortificó la Torre del Diablo, antigua torre almenara árabe. A las puertas de la ciudad ya en las zonas arenosas del istmo se construyó una laguna unida a la bahía de Algeciras por una esclusa y un profundo foso que impedía el paso de los sitiadores a la ciudad. Los efectivos militares presentes en Gibraltar eran de apenas tres mil hombres que habían quedado tras la toma de la ciudad y a los que se habían unido soldados desertores del ejército español.
Durante los primeros días de asedio las fuerzas españolas se centraron en despejar la zona del istmo derruyendo un viejo molino y construyendo las primeras líneas de ataque desde el 21 de octubre. El comandante del Cuerpo de ingenieros Bernardo Elizagaray supervisó la construcción de una batería de cuatro morteros que debía atosigar las defensas norte de la ciudad. Se completaría esta primitiva linéa de ataque sobre el istmo con otras baterías, terminadas los días 6 y 8 de noviembre, que batían contra las baterías de la falda de la montaña y la batería oriental.
Los sitiados por su parte mandaron anclar una galeota en el muelle norte de la ciudad desde la cual podía abrirse fuego a las fuerzas españolas. Tras varios días de acción el oficial de marina Cabaret mandó atacar el barco durante la noche con algunas lanchas, incendiándolo.
Los sitiados pidieron ayuda a la escuadra de sir John Leake que se encontraba por aquel entonces en las proximidades de Lisboa, la llegada de los dieciocho barcos del británico coincidió con un intento de los sitiadores de trasladar tres mil hombres en barcas hasta el muelle sur de la ciudad, este plan fue abortado a tiempo para impedir que los barcos británicos los acometieran en aguas de la bahía, no corrieron sin embargo la misma suerte dos fragatas y un bergantín franceses que se encontraban en la zona y que acabaron ardiendo tras la huida de su tripulación, un cuarto barco, una fragata llamada L’Etoile hubo de combatir durante cuatro horas con la escuadra inglesa para finalmente ser capturada. Tras esta coyuntura las aguas de la bahía de Algeciras fueron dominadas por la escuadra británica y la artillería española en tierra tuvo que dejar sus acciones hacia la ciudad para impedir que el cañoneo desde el mar acabara con ella.
El día 11 de noviembre, según Juan Romero de Figueroa, se acometió un intento de ataque desde tierra cuando unos quinientos hombres al mando del coronel Figueroa y guiados por el pastor local Simón Susarte pretendió tomar las alturas del peñón, el intento se saldó con la muerte de la expedición mientras esperaba la acción simultánea del ejército del istmo.
A los pocos días se produjo un intento de desembarco británico en el istmo frustrado por la acción de las tropas de don Luis Solís y el marqués de Paterna.
Las trincheras españolas continuaban avanzando hacia la ciudad bajo el fuego gibraltareño. El mantenimiento de estas trincheras resultó tremendamente costoso por estos días debido al temporal de lluvia que arreció en la zona durante estos días.
Los barcos británicos en esto salieron de la ciudad camino de Lisboa pues se encontraban avisados de una inminente llegada de barcos franceses mandados por el barón de Pointy. Desde Lisboa y ante la tardanza de los apoyos españoles los británicos lograron mandar víveres a la ciudad por mar, muchas de aquellas barcazas fueron capturadas a la altura de Cádiz pero otras muchas lograron llegar a su destino el día 9 de noviembre y atenuar las penurias que ya por aquel entonces estaban pasando los sitiados.

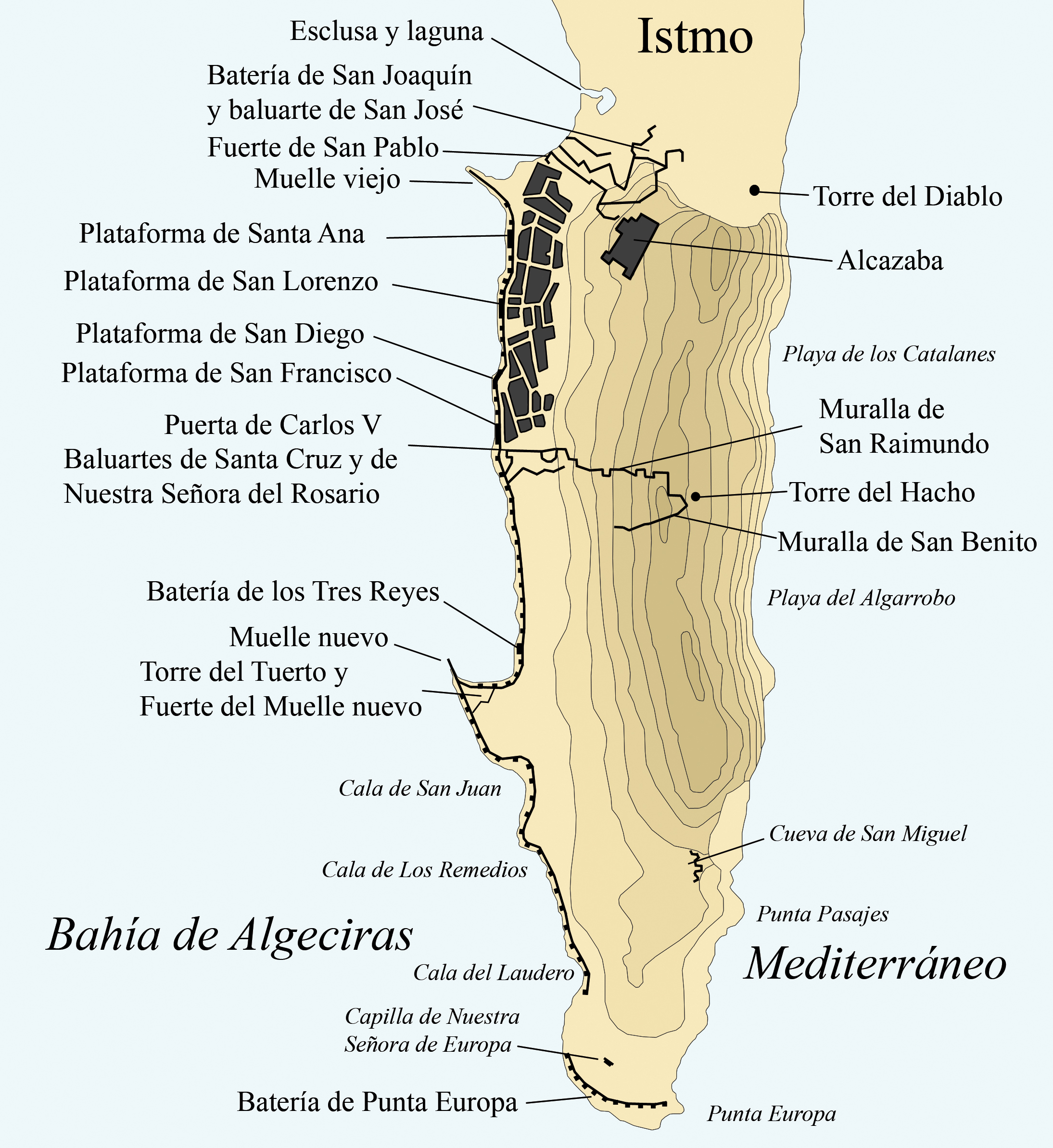
Defensas de Gibraltar tras la toma en 1704.

El 6 de febrero el ejército sitiador logra hacer brecha en las murallas norte de la ciudad y a pesar de la estrecha abertura dejada, insuficiente para un eficaz asalto al amanecer del día siguiente se manda atacar la ciudad por ese punto a dieciocho compañías. El fuego británico de las faldas del monte hicieron fuego contra los sitiadores que se arrojaron contra el muro, la mitad de ellos pertenecían al cuerpo de granaderos; este asalto debía ser apoyado desde la retaguardia por los franceses pero apenas llegaron los españoles a la brecha se retiraron los franceses por no poder resistir el fuego inglés, indefensos, los granaderos españoles hubieron de hacer lo mismo dejando cerca de doscientos muertos entre sus filas a los pies de Gibraltar.

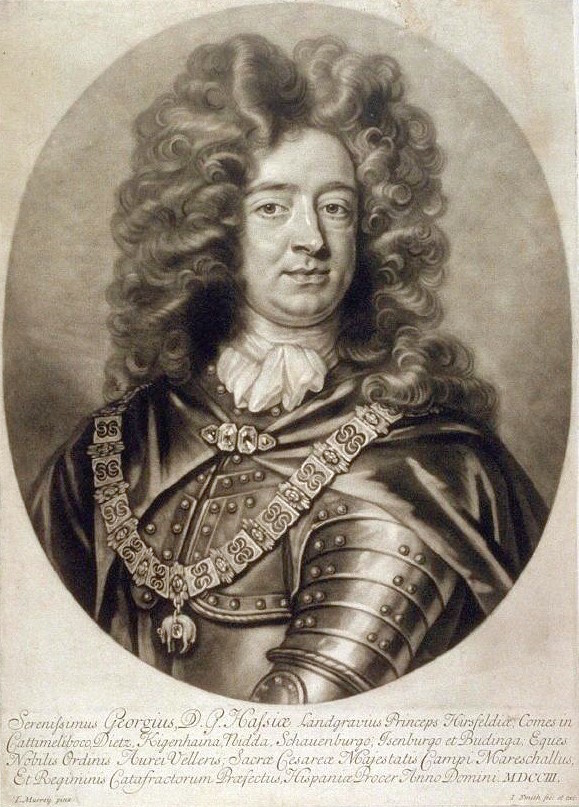
Georg von Hessen-Darmstadt, gobernador de Gibraltar en 1704.

Entre tanto el 8 de febrero de 1705 llegó al campo español un refuerzo de efectivos de cuatro mil hombres que debían sustituir a los sitiadores que habían caído presos de la enfermedad o del fuego británico. Desde Francia se envió también al mariscal de Tessé que reemplazó al mariscal de Berwik y hacerse cargo de las tropas. El marqués de Villadarias toma esta sustitución como un insulto personal y junto a otros generales españoles se retira del campamento llevando sus quejas al rey de Francia. El mariscal de Tessé pretendía tomar la ciudad con ataques conjuntos desde tierra y mar, para ello debía aún esperar la llegada del marqués de Pointy y sus trece navíos, esta tuvo lugar el 28 de febrero, inmediatamente los barcos bombardearon la ciudad de Gibraltar para intentar un posterior desembarco desde el sur, en la zona próxima a Punta Europa. La acción sin embargo no pudo llevarse a cabo debido al temporal de viento y lluvia que en esos días azotaron la zona, si se pudo sin embargo capturar tres barcos de transporte ingleses antes de que llegasen a atracar en el puerto.
Ante la llegada de los barcos franceses desde Gibraltar se pide en regreso del almirante Leake que zarpa de Lisboa el día 6 de marzo; este había reforzado su flota hasta un total de cuarenta barcos, entre ellos cuatro holandeses y ocho portugueses. La llegada el 17 de marzo de Leake sembró el temor entre la escuadra francesa de la bahía que rápidamente se apresuró a salir hacia el mediterráneo, los primeros barcos en pasar por Punta Europa fueron atacados por las baterías de la zona, en esos momentos la escuadra inglesa se encontraba ya en las proximidades de punta Carnero y emprendió la persecución de los buques franceses capturando los buques Arrogant, Ardent, Marquis, ante el hostigamiento británico el almirante Pointy manda quemar los buques Magnanime y Lis tras haber desembarcado sus tropas en Marbella.

## La llegada de la paz
Ante tal catástrofe el mariscal de Tesse envía una carta al rey de Francia informándole que debía retirarse del campo y levantar el sitio de Gibraltar. Así lo hizo dejando en la zona tropas que mantuviesen las posiciones españolas. Durante los ocho meses que duró el sitio cayeron en las proximidades de Gibraltar unos diez mil hombres de los ejércitos hispano franceses.